# Erreway - Tour 2025
Erreway - Tour 2025, anche noto come ¡Juntos Otra Vez!, è la quinta tournée del gruppo musicale argentino Erreway, compreso di tutti i componenti originari meno per Luisana Lopilato, che avrà luogo a partire dal 28 marzo 2025 a Santiago del Cile e terminerà a Madrid il 20 luglio 2025.

## Antefatti e sviluppo
Il tour è stato annunciato su Instagram il 25 novembre 2024, con la partecipazione di Felipe Colombo, Benjamín Rojas e Camila Bordonaba, la quale si era ritirata dalle scene e allontanata dai riflettori da più di quindici anni. Willie Lorenzo è stato nominato direttore artistico del tour, dopo aver già svolto il medesimo ruolo per il Flor Bertotti World Tour di Florencia Bertotti l'anno precedente.
Il 27 novembre sono state annunciate le prime date dei concerti, previsti inizialmente tra Ecuador, Perù, Italia e Spagna. I biglietti sono stati commercializzati nei giorni a seguire, il 2 dicembre tramite TicketOne per la tappa napoletana e il 3 dicembre per quella madrilena.
A seguito degli imminenti sold-out in Spagna e Perù, progressivamente sono stati aggiunti nuovi spettacoli.
Il 16 dicembre è stato annunciato lo show in Uruguay, l'8 gennaio 2025 quello in Cile e il 12 marzo il primo ad Atene, a cui si è aggiunta una replica comunicata il 15 marzo non appena il primo concerto ha registrato il tutto esaurito.
Nel mese di aprile sono invece state annunciate le date dei concerti argentini.

### Record e primati
L'8 maggio 2025 è stato riconosciuto un record di 55.000 biglietti venduti al Costa 21 di Lima in Perù, stabilendo così un primato per la band.

## Scaletta
La seguente scaletta è rappresentativa dello show in Cile e non pertanto dell'intero tour.
1. Girar
2. Rebelde Way
3. Memoria
4. Tiempo
5. Solo sé
6. Que estés
7. Dame
8. Vamos al ruedo
9. Te soñé (Felipe Colombo solo)
10. Mi vida (Benjamin Rojas solo)
11. Vivo como vivo (Camila Bordonaba solo)
12. Será de Dios
13. Dije adiós (Acustico)
14. Amor de engaño (Acustico)
15. Me da igual (Acustico)
16. No estés seguro (Acustico)
17. Asignatura pendiente
18. Que se siente
19. Vas a salvarte
20. Inmortal
21. Bonita de más
22. Para cosas buenas
23. Será porque te quiero
24. Resistiré
25. Sweet Baby

## Date
| America Latina    |              |           |                                                  |
| 28 marzo 2025     | Santiago     | Cile      | Movistar Arena                                   |
| 5 aprile 2025     | Montevideo   | Uruguay   | Antel Arena                                      |
| 24 aprile 2025    | Quito        | Ecuador   | Coliseo Rumiñahui                                |
| 26 aprile 2025    | Guayaquil    | Ecuador   | Estadio Modelo                                   |
| 3 maggio 2025     | Lima         | Peru      | Predio Costa 21                                  |
| 4 maggio 2025     | Lima         | Peru      | Predio Costa 21                                  |
| 6 maggio 2025     | Lima         | Peru      | Predio Costa 21                                  |
| 7 maggio 2025     | Lima         | Peru      | Predio Costa 21                                  |
| Europa            |              |           |                                                  |
| 4 giugno 2025     | Napoli       | Italia    | Teatro Palapartenope                             |
| 6 giugno 2025     | Madrid       | Spagna    | WiZink Center                                    |
| 7 giugno 2025     | Barcelona    | Spagna    | Palau Sant Jordi                                 |
| 6 luglio 2025     | Limassol     | Cipro     | Zante Venue                                      |
| 10 luglio 2025    | Atene        | Grecia    | Lycabettus Theatre                               |
| 15 luglio 2025    | Atene        | Grecia    | Lycabettus Theatre                               |
| 13 luglio 2025    | Milano       | Italia    | Live Arena (Latin Festival)                      |
| 17 luglio 2025    | Marbella     | Spagna    | Cantera de Nagüeles (Starlite Occident Festival) |
| 20 luglio 2025    | Madrid       | Spagna    | WiZink Center                                    |
| America Latina    |              |           |                                                  |
| 10 agosto 2025    | Lima         | Peru      | Predio Costa 21                                  |
| 29 agosto 2025    | Buenos Aires | Argentina | Movistar Arena                                   |
| 30 agosto 2025    | Buenos Aires | Argentina | Movistar Arena                                   |
| 3 settembre 2025  | Buenos Aires | Argentina | Movistar Arena                                   |
| 4 settembre 2025  | Buenos Aires | Argentina | Movistar Arena                                   |
| 16 settembre 2025 | Buenos Aires | Argentina | Movistar Arena                                   |
| 17 settembre 2025 | Buenos Aires | Argentina | Movistar Arena                                   |
| 23 settembre 2025 | Buenos Aires | Argentina | Movistar Arena                                   |
| 24 settembre 2025 | Buenos Aires | Argentina | Movistar Arena                                   |
| 10 agosto 2025    | Montevideo   | Uruguay   | Antel Arena                                      |

### Cancellazioni
| Data           | Città    | Stato   | Luogo          | Motivo            |
| -------------- | -------- | ------- | -------------- | ----------------- |
| 12 luglio 2025 | Bucarest | Romania | Arenere Romane | Cause sconosciute |